# Тіссен Дітріх Корнелійович
Тіссен Дітріх Корнелійович (27 грудня 1870, хутір Тарховський, Катеринославська губернія — 16 вересня 1937, Баку, Азербайджан) — архітектор початку XX століття. Працював архітектором Катерининської (нині Придніпровської) залізниці.

## Біографія
Народився 27 грудня 1870 р. (за новим стилем) в колонії Хортиця, хутір Тарховський Катеринославського повіту, німець.
Його батько — Корнеліус Отто Тіссен народився 12 січня 1806 р. в Штольценберзі, Данциг.[джерело?] Помер 13 жовтня 1894 р. на Хортиці. 23 вересня 1845 р. одружився з Катаріною Ремпель, яка народилася 22 березня 1825 р. в Нойхорсті, Хортиця. Померла 6 квітня 1906 р. в Григорівці.
Він був передостаннім з 15 дітей. Брати і сестри Дітріха Тіссена: Петер Тіссен (1847, Хортиця -1901, Цюріх, Швейцарія)
Катаріна Тіссен (1849 Хортиця — 1911)
Корнеліус Тіссен (1851 Хортиця — 1930, Хортиця)
Гейнріх (1853, Хортиця — 1880, Розенталь, Хортиця)
Анна (1855, Хортиця — 1857, Хортиця)
Бернгарт (1857, Хортиця — 1899, Великокнязівськ, Росія)
Анна (1857, Хортиця — 1939, Остервік, Монреаль, Канада)
Якоб (1859, Хортиця — 1897 Бахмут, Росія)
Марія (1861, Хортиця — 1861, Хортиця)
Марія (1862, Хортиця — 1920)
Дітріх (1865, Хортиця — 1875, Хортицька колонія)
Франц (1867, Хортиця — 1943, Вольтерсдорф, Німеччина)
Абрахам Корнеліус (1872, Хортиця — 1948, Пасадена, Каліфорнія, США)
Дітріх виріс в заможній родині на Хортиці. Його батько купив два млини, а потім зайнявся металургійним бізнесом — торгівлею металом.
Дітріх, ймовірно, навчався спочатку в сільській школі, а потім в спеціальній середній школі менонітської громади.
У 1886 р. Дітріх пішов учнем на машинобудівний завод в колонії Хортиця.
У Німеччині він отримав архітектурну освіту в місті Гільдбургхаузені і Дрездені. Повернувся в Росію в 1897 р, отримав сертифікат Технічного комітету МВС і в 1897 р. почав працювати.
Спочатку Тіссен працював в будівельній фірмі в Москві, а потім архітектором Катеринославської залізниці.
Він став активним членом Церковної Ради євангелістсько-лютеранської церкви Баку.
27 липня 1937 р. Дітріх Тіссен був заарештований «за ведення контрреволюційної роботи серед прихожан за завданням розвідувальних органів іноземної держави, які проводили ворожу політику по відношенню до СРСР», і розстріляний 16 вересня 1937 р. як "учасник шпигунсько-фашистської організації, що діє під прикриттям лютеранської громади ". 23 серпня 1960 р. він був посмертно реабілітований за відсутністю складу злочину.

## Родина

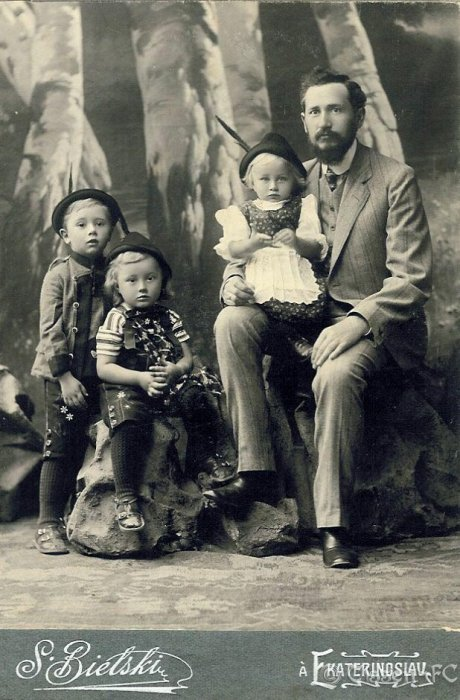
Дітріх Тіссен в колі родині

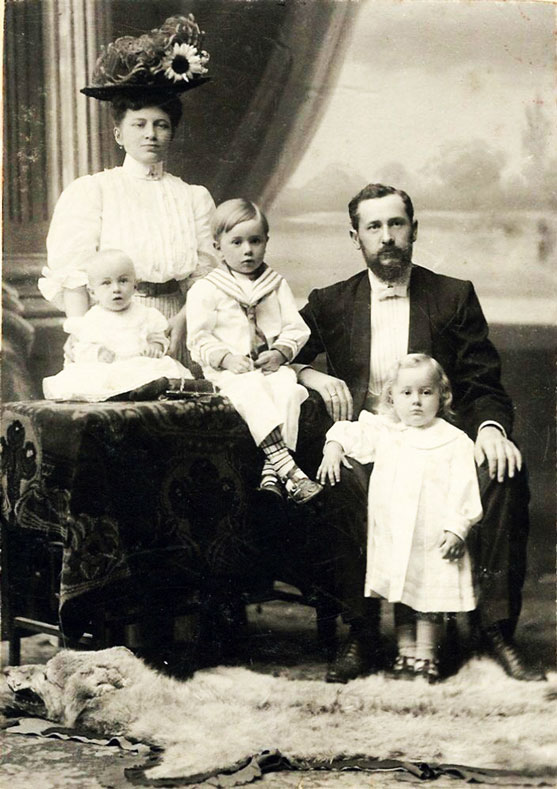
Тіссен та родина

15 серпня 1903 р. одружився з Юлією Йоганівною Мартенс (1882, Молочна, Росія -?).
У сім'ї було 5 дітей. З них вижили тільки двоє: старший син Костянтин (помер в 1983 р.) і дочка Ельза.
Доля дітей сім'ї Тіссен трагічна. Другого сина — Віктора розстріляли в 1941 р в Ленінграді, третій син — Павло загинув через необережне поводження з мисливському рушницею. Молодший син Герман Дітріховіч Тіссен (1914 р., Катеринослав) був заарештований в 1939 р. в Баку і розстріляний.
У 1932 р. сім'я переїхала в Батумі, але швидко покинула місто, так як не змогла знайти житло. Вони спробували переїхати до Туреччини, але не змогли.
У 1934 р. сім'я дісталася до Баку, де жив племінник Дітріха Олександр Тіссен. З Дітріхом були його дружина Юлія, дочка Ельза і молодший син Герман. Донька Ельза переїхали жити до Німеччини і прожила більше 100 років.
Дітріх став працювати архітектором «Азнефтепроекта». Там же працювала кресляркою його дочка Ельза, а інженером зять Е. Ф. Шиляйн.
У жовтні 1941 р. Юлію Тіссен і її дочка Ельзу з чоловіком вислали до Новосибірської області на спецпоселення.

## Роботи Тіссена у Катеринославі
Приблизно в 1904 р. Дітріх почав зводити власний будинок. Але Дітріх і його брат Франц вклали весь свій статок в якусь справу. Це справа провалилася і їм треба було розплачуватися з кредиторами. Франц швиденько поїхав до Німеччини, а Дітріху довелося продати все, щоб розрахуватися і навіть свій новий будинок, де народилися всі його діти. Завдяки хутору поблизу села Татарочка і приватній архітектурній практиці Дітріха, сім'я зуміла подолати кризу.
У 1910 р. він став помічником міського архітектора Катеринослава.
У 1917 р. сім'я були змушені переїхати в дві кімнати в будинку, що належав лютеранській церкві. Під час голоду 1921—1922 рр. вони жили на хуторі поруч з селом Татарочка біля станції Синельникове.
До кінця 1922 р. сім'я повернулася до Катеринослава, де Дітріх знову став працювати архітектором, а в 1925 р. повернувся на залізницю. Одночасно він викладав в Катеринославському залізничному технікумі.
З 1927 по 1930 рр. він займав різні адміністративні посади в Дніпропетровському технікумі. Крім того Дітріх працював в архітектурному бюро.
Однією з перших споруд Тіссена став будинок Рагинських (вул. Чапленка, 1). Будинок побудований близько 1904—1905 рр. Триповерхова протяжна будівля має оригінальну композицію, цікаві кутові завершення по фасадах, а його силует нагадує фортечну споруду. Вдалими роботами Тіссена стали будинок Зільбермана (вул. Княгині Ольги, 2), побудований в 1900-х р., і будинок Соболєва (вул. Старокозацька, 55), побудований в 1910-х рр.
У 1910—1913 рр. за проектом Тіссена був споруджений масивний прибутковий будинок Бокка (пр. Поля, 11). Це була триповерхова будівля з цокольним поверхом і магазином на першому поверсі. Фасад був елегантно декорований цеглою. Особливо виділялися вставки з гранітних блоків.
Вершиною творчості Дітріха Тіссена можна вважати будинок Корецького (вул. Воскресенська, 8) і будинок Міренбурга (вул. Воскресенська, 20). Будинок Корецького побудований в 1900-х рр. і відразу став окрасою району. Чотириповерхова будівля з мансардним поверхом — практично хмарочос для того часу — вирішено в стилі німецького ренесансу. Особливу увагу привертали вигадливе баштове завершення. Своїм виглядом будинок Корецького практично не відрізнявся від будівель центральноєвропейських міст.
Дітріх Тіссен в 1914 р. спорудив блискучий зразок місцевого модерну — корпус 2-го Мануфактурного ряду (вул. Михайло Грушевського, 2). Це триповерхова протяжна будівля з вишуканим декором, альтанками-еркерами, цікавим завершенням. До наших часів збереглася на фасаді дата побудови.
На початку ХХ ст. був зведений корпус кондитерської фабрики Лур'є (вул. Михайло Грушевського, 4)..

## Галерея будівель в Дніпрі

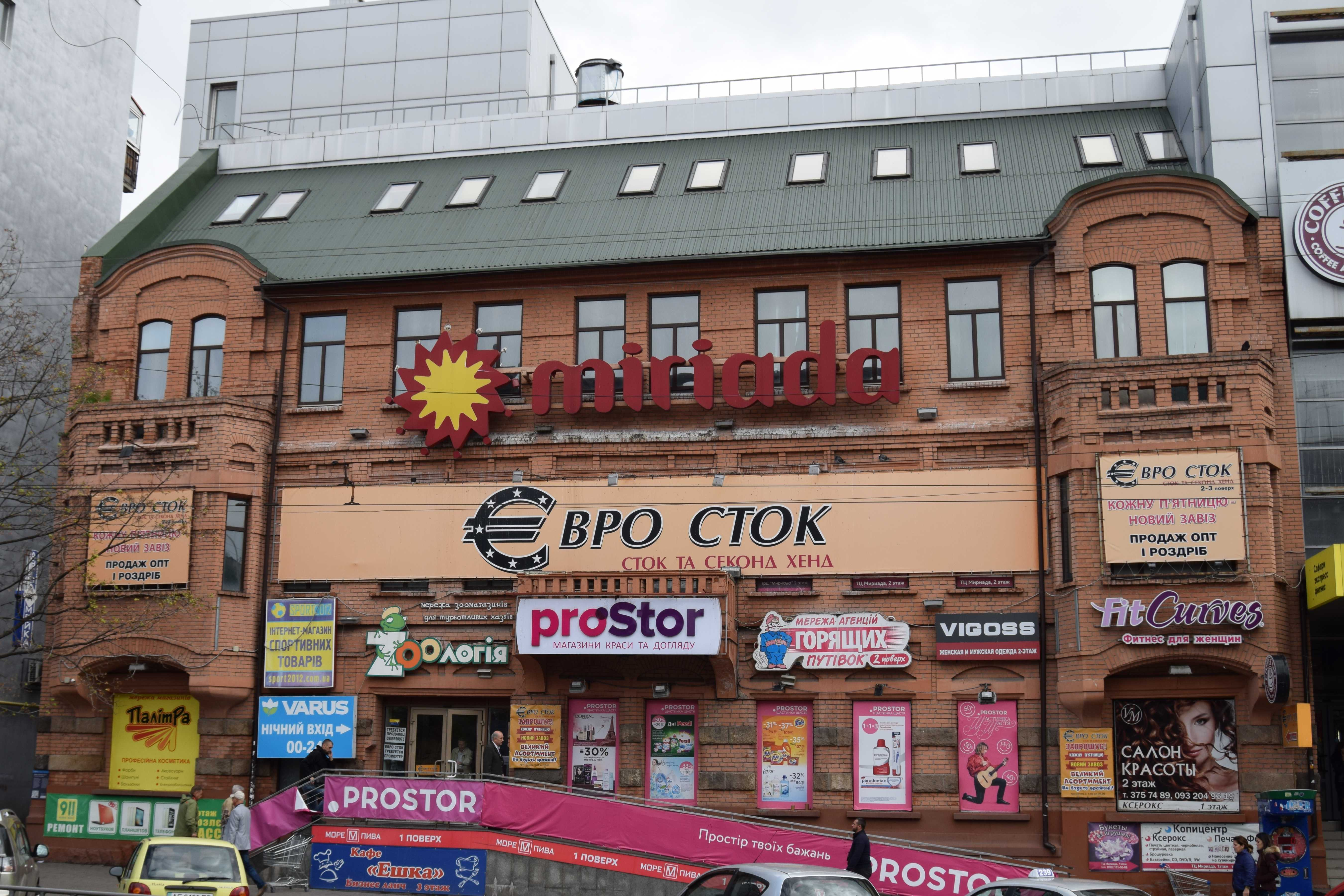
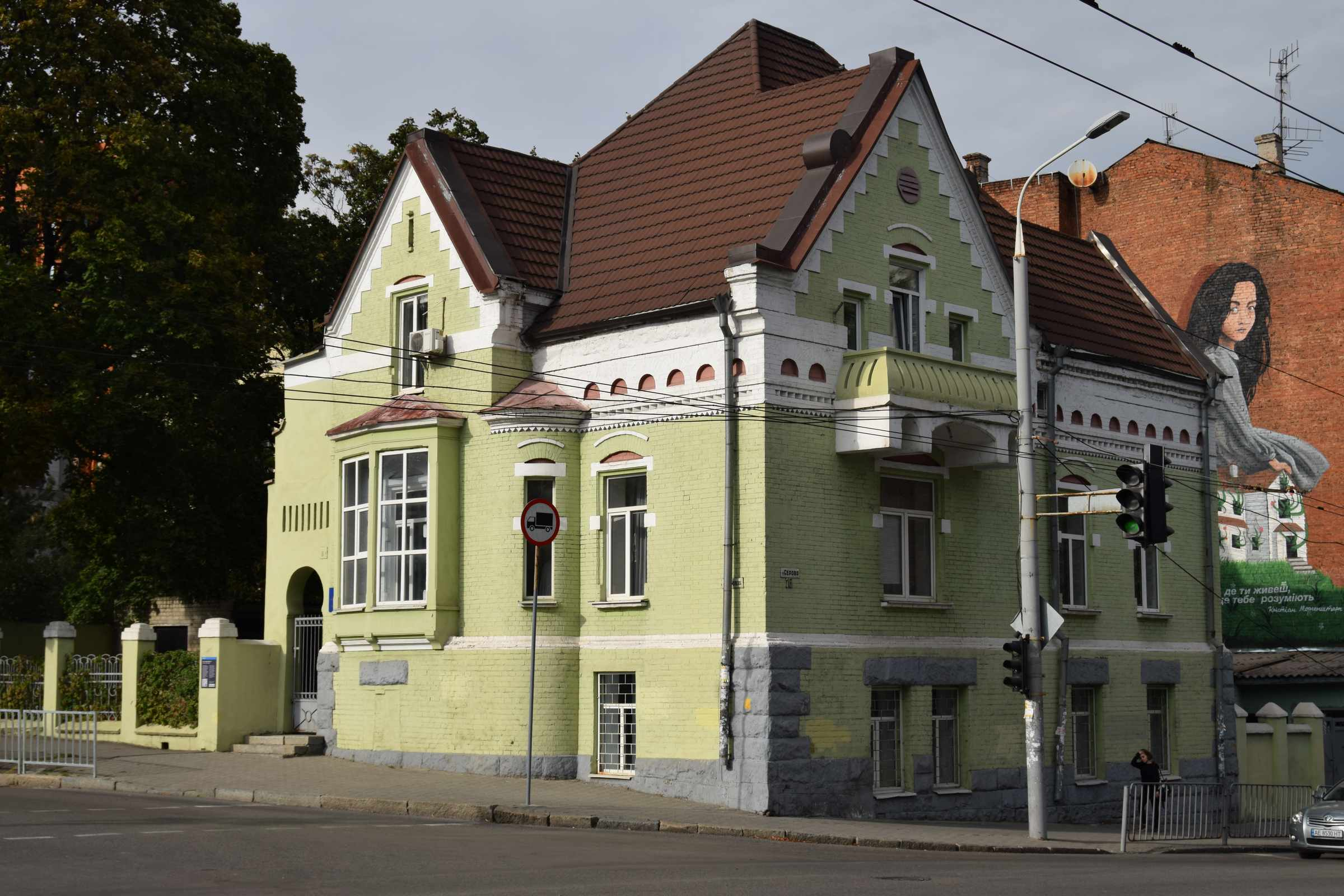
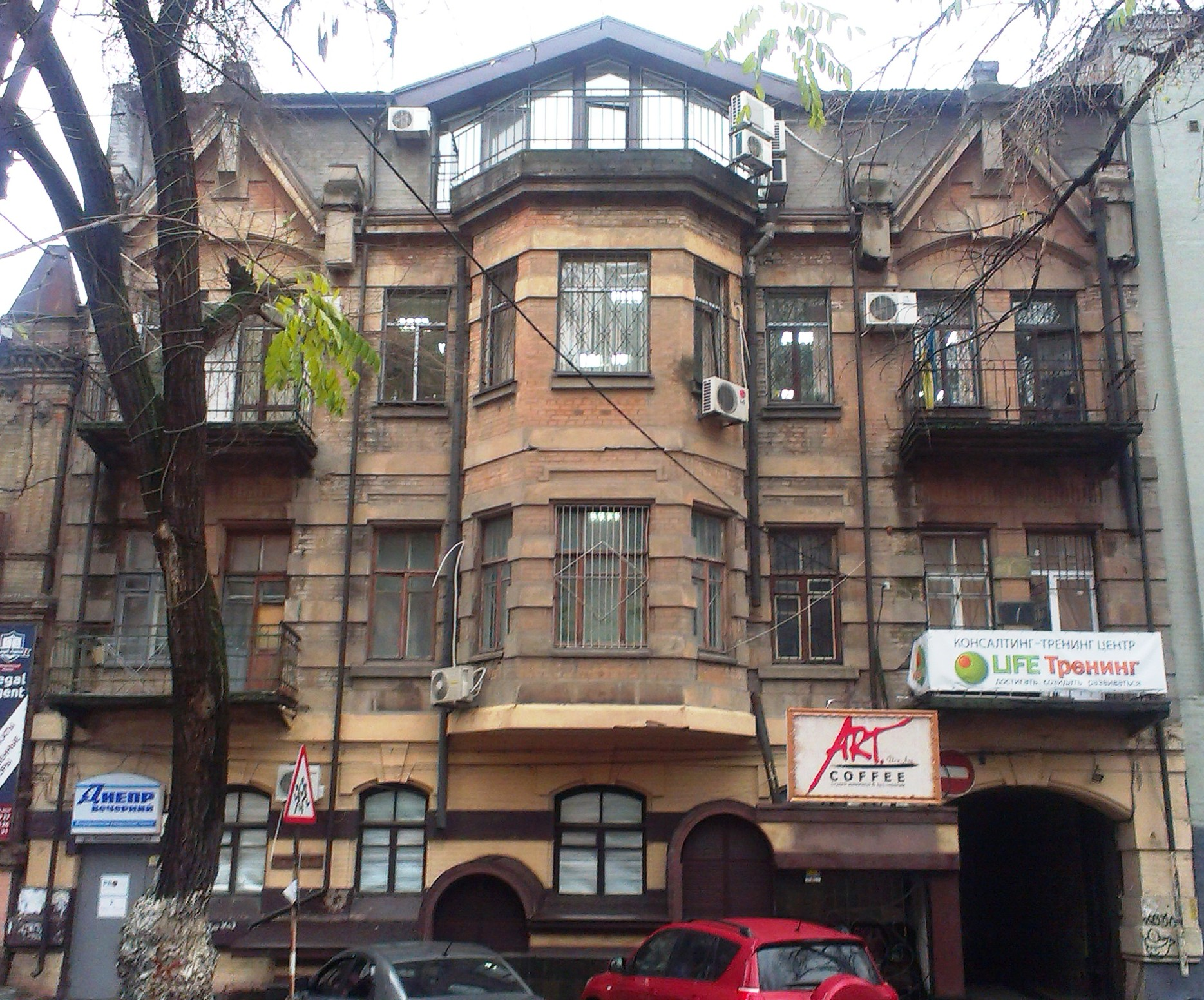
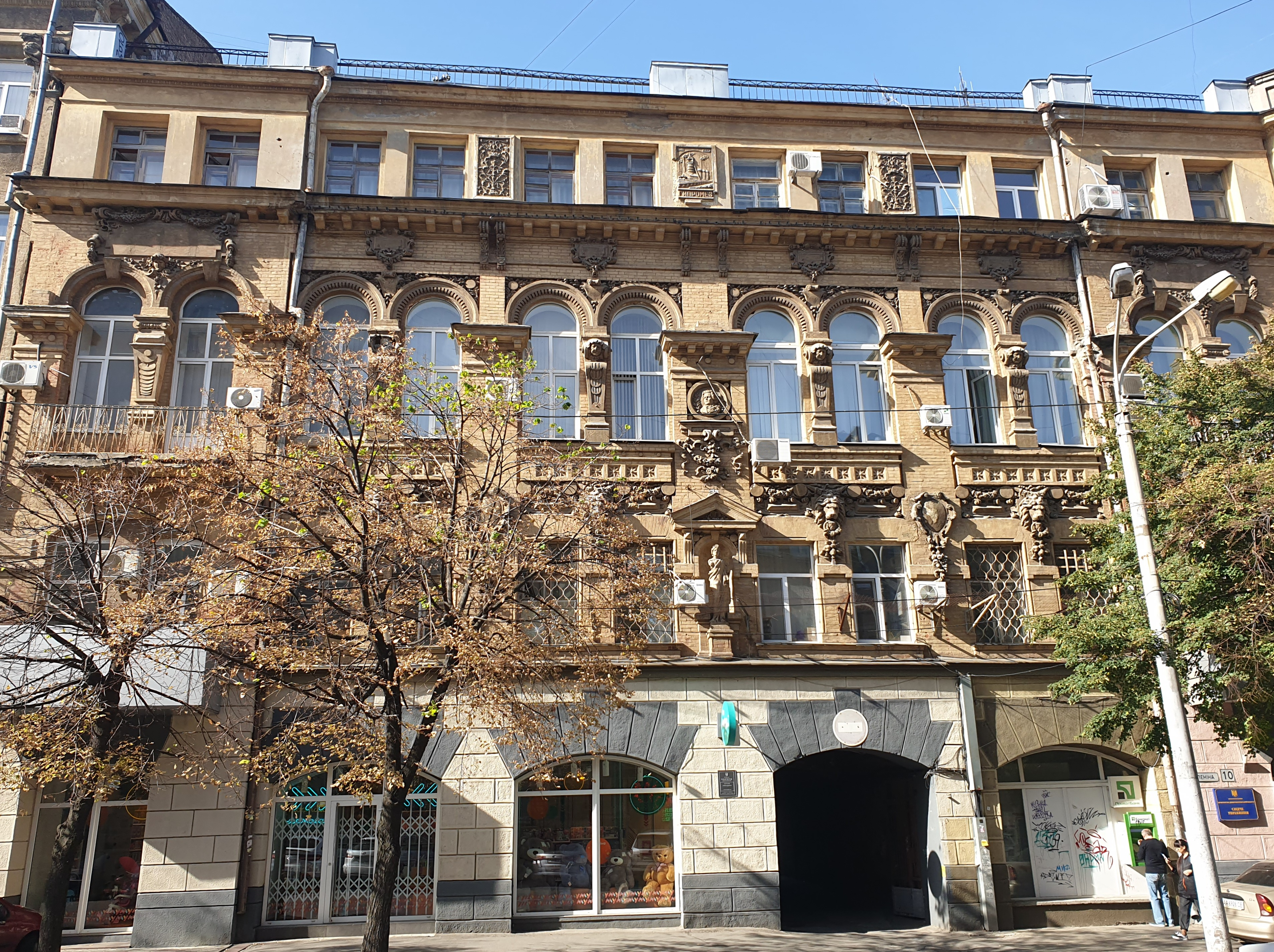